# Fountainstown
Fountainstown (irisch Baile Mhóntáin) ist ein Dorf mit 965 Einwohnern (Stand 2022) an der Südküste der Republik Irland.

## Der Ort
Fountainstown mit der Siedlung Myrtleville (Baile an Chuainín) liegt etwa 15 Kilometer südsüdöstlich von Cork am Ringabella Bay.
Durch die Ortschaften führt die R612.
Der Ort ist für seine Feriensiedlung bekannt.

## Myrtleville

Myrtleville

Vorgelagert zu Fountainstown ist die kleine Siedlung Myrtleville.
Der Strand von Myrtleville ist überregional bekannt. Der Streifen (von Myrtleville Bay bis Fennels Bay Richtung Crosshaven) lädt ganzjährig zum Schwimmen und Surfen ein. 

## Sehenswürdigkeiten
Fountainstown House wurde 1699 errichtet.

## Persönlichkeiten
- Ivar Ivask (1927–1992), estnischer Literaturwissenschaftler und Lyriker